# Біюк-Узенбаш
Бію́к-Узєнба́ш, Бую́к-Озєнба́ш (крим. Büyük Özenbaş) — маловодна річка в Україні у Бахчисарайському районі Автономної Республіки Крим, у гірському Криму. Ліва притока річки Бельбек (басейн Чорного моря).

## Опис
Довжина річки 2,4 км, похил річки 55,8 м/км, площа водозбору річки 12 км². Формується декількома безіменними струмками та загатами.

## Розташування
Бере початок на північно-східних схилах гори Хуш-Кая (1081,8 м). Тече переважно на північний схід понад село Многоріччя (до 1945 року — Кючю́к-Озенба́ш, крим. Küçük Özenbaş, рос. Многоречье)  і у селі Щасливе (до 1945 року — Бюю́к-Озенба́ш, Биюк-Узенбаш, крим. Büyük Özenbaş, рос. Счастливое)  зливається з річкою Манаготрою, утворюючи початок річки Бельбек.

## Цікаві факти
- На правому березі річки розташоване джерело Беш-Текне[5], а на лівому березі на відстані приблизно 6 км — Великий каньйон Криму[5].